# Molen van Meeusen
De Molen van Meeusen is een windmolenrestant in de Antwerpse stad Mechelen, gelegen aan de Oude Antwerpsebaan 40.
Deze ronde stenen molen van het type stellingmolen fungeerde als schorsmolen en korenmolen.

## Geschiedenis
Al in 1440 was sprake van een houten schorsmolen. Deze zou al in 1734 door een stenen molen vervangen zijn. In 1909 werd in demolen een stoommachine geplaatst. In 1914 vonden gevechten plaats om het Fort van Walem waarbij de molen twee wieken verloor. In 1918 werd ook de stoommachine verwijderd. Het binnenwerk van de molen werd ontmanteld en verkocht. Ook de molenromp werd verkocht om in 1928 verbouwd te worden tot woning. In de jaren '90 van de 20e eeuw werd de molenromp met leien bekleed.